# Друге општинске лиге Србије у фудбалу
Друге општинске лиге су осми, последњи ниво лигашких фудбалских такмичења у Србији. Лига је формирана 2010. и укупно има 5 лига у овом рангу такмичења.
Виши ранг такмичења су разне Општинске лиге (57 лиге).

## Друге општинске лиге:
- Друга општинска лига Јагодина